# Rotterdam Open 1974
Il Rotterdam Open 1974, conosciuto anche con il nome di ABN AMRO World Tennis Tournament 1974 per motivi di sponsorizzazione, è stato un torneo di tennis giocato sul sintetico indoor. È stata la 1ª edizione del torneo facente parte del WCT 1974. Si è giocato al Rotterdam Ahoy di Rotterdam in Olanda, dal 25 al 31 marzo 1974.

## Campioni

### Singolare
Tom Okker ha battuto in finale  Tom Gorman con il punteggio di 3–6, 7–6(2), 6–1

### Doppio
Bob Hewitt /  Frew McMillan hanno battuto in finale  Pierre Barthes /  Ilie Năstase,  3–6, 6–4, 6–3